# محطة فنادق المنستير
محطة فنادق المنستير هي محطة سكك حديدية في ضواحي مدينة المنستير، تونس. وتشغلها الشركة الوطنية للسكك الحديدية التونسية.
تنطلق القطارات من هذه المحطة على خط مترو الساحل الكهربائي وتخدم مدينة سوسة (تونس) شمالاً.
تقع المحطة بين محطة سبخة خط الساحل غرباً ومحطة مطار المنستير شرقاً.